# محرف (حوسبة)
في الحوسبة والاتصال عن بعد، المِحْرَف أو السِّمَة (بالإنجليزية: Character)‏ هي وحدة معلومة ترتبط الوحدات الخطية والرموز الألفبائية ورموز نظام الكتابة المقطعية المستخدمة بصورة لغة طبيعية.
تم تعريب المصطلح كـمِحرف (مولدة) بكسر الميم؛ وتتضمن المحارف كل من الأرقام، الحروف الأبجدية، علامات الترقيم كالفاصلة والنقطة والشَرطَة، والمسافات الفارغة... ونحو ذلك.